# Roots (커티스 메이필드의 음반)
| 전문가 평가                         | 전문가 평가   |
| 평가 점수                           | 평가 점수     |
| 출처                                | 점수          |
| ----------------------------------- | ------------- |
| Allmusic                            | [ 2 ]         |
| Christgau's Record Guide            | B−            |
| The New Rolling Stone Album Guide'' | [ 4 ]         |
| Rolling Stone (1971)                | (unfavorable) |
| Rolling Stone (1999)                | (favorable)   |
| Tom Hull – on the Web               | A−            |

《Roots》는 1971년 10월에 발매된 미국의 솔 음악가 커티스 메이필드의 두 번째 스튜디오 음반이다. 다양한 출판물로부터 비평가들의 찬사를 받은 이 음반은 메이필드의 최고의 작품 중 하나일 뿐만 아니라 70년대 솔 시대의 고전적인 발매작으로도 평가받고 있다. 올뮤직 평론가 브루스 에더는 "이 음반은 그 당시까지도 가장 달콤하고 유창한 솔 사운드를 바탕으로 치솟는다"고 말했다. 이 음반은 《빌보드》의 톱 R&B 음반 차트에서 6위를 기록하며 상업적으로도 성공을 거두었다.

## 배경
오리지널 LP에는 스프레드 재킷 사양이 있었으며 1971년 10월부터 1972년 10월까지의 달력이 함께 제공되었다.
미국에서는 이 음반이 빌보드 200 차트 40위, 《빌보드》 R&B 음반 차트 6위에 올랐다. 또한 이 음반의 싱글 〈Get Down〉은 1971년 12월 18일, 빌보드 핫 100 차트 69위, 〈Get Down〉은 《빌보드》 R&B 싱글 차트 13위, 〈We Got to Have Peace〉는 32위, 〈Beautiful Brother of Mine〉은 45위에 올랐다.
러셀 거스텐은 1972년 2월 17일, 《롤링 스톤》 리뷰에서 "개념적으로나 기술적으로나 마빈 게이의 《What's Goin' On》에 의심할 여지 없이 영향을 받았다"고 평가했다. "이 음반에서 들을 수 있는 하모니 중 일부는 경이롭고 그를 뒷받침하는 리듬 섹션도 훌륭합니다. 《Roots》는 이상하게 차분한 음반이며 커티스가 가끔 잘할 때 정말 아름답습니다. 하지만 결국 불만과 불모지는 여전히 남아 있습니다."

## 곡 목록
모든 곡들은 특별한 언급이 없는 한 커티스 메이필드에 의해 작사/작곡하였다.
| #  | 제목                            | 작사·작곡             | 재생 시간 |
| -- | ------------------------------- | --------------------- | --------- |
| 1. | 〈Get Down〉                    |                       | 5:45      |
| 2. | 〈Keep On Keeping On〉          |                       | 5:08      |
| 3. | 〈Underground〉                 |                       | 5:15      |
| 4. | 〈We Got to Have Peace〉        |                       | 4:44      |
| 5. | 〈Beautiful Brother of Mine〉   |                       | 7:23      |
| 6. | 〈Now You're Gone〉             | 메이필드, 조지프 스콧 | 6:50      |
| 7. | 〈Love to Keep You in My Mind〉 |                       | 3:48      |